# Aleksander Bieberstein
Aleksander Bieberstein (ur. 1 sierpnia 1889 w Tarnopolu, zm. 4 września 1979 w Izraelu) – lekarz, pamiętnikarz krakowskiego getta.

## Życiorys
Urodził się w rodzinie Dawida i Celiny z Finkelsteinów. Gimnazjum ukończył w Krakowie, studia medyczne na Uniwersytecie Wiedeńskim, gdzie zdobył dyplom lekarski. Po I wojnie światowej został lekarzem wojskowym, a następnie do 1942 pracował w Ubezpieczalni Społecznej.
W latach okupacji zajmował się jedynie pacjentami żydowskimi i dla nich w 1942 w krakowskim getcie zorganizował i prowadził szpital zakaźny, co umożliwił mu dr Ludwik Żurowski. Był również prezesem zarządu Zakładu Sierot Żydowskich im. Róży Rockowej. Po likwidacji getta 14 marca 1943 trafił do obozu w Płaszowie, następnie do Groß-Rosen; wyzwolenie, razem z innymi więźniami przeniesionymi tam przez Oskara Schindlera, zastało go w Brünnlitz. Przez cały okres II wojny Bieberstein prowadził notatki i zapiski dokumentujące los krakowskich Żydów, które jednak przepadły podczas ewakuacji w obozie Groß-Rosen. Po wojnie starał się jak najdokładniej odtworzyć tę dokumentację z pamięci i rozmów z ocalałymi krakowskim Żydami, owocem czego jest książka Zagłada Żydów w Krakowie. Za swój tekst o zniszczeniu krakowskiego getta w 1982 otrzymał nagrodę Związku Krakowian w Izraelu w konkursie literackim poświęconym wspomnieniom z Krakowa. 
Od wyzwolenia do 1958 był kierownikiem Wydziału Zdrowia Wojewódzkiej Rady Narodowej w Krakowie. Zwolniony w ramach czystki antyżydowskiej w 1959 zdecydował się na wyjazd do Izraela, gdzie w 1979 zmarł.

## Rodzina
Brat Aleksandra, Marek Bieberstein, był przewodniczącym Gminy Żydowskiej w Krakowie, został zamordowany zastrzykiem fenolu 14 maja 1944 w obozie w Płaszowie. Synowie Marka, a bratankowie Aleksandra, przeżyli okupację: Ludwik Bieberstein (1908–1970) był lekarzem, żołnierzem armii gen. Andersa, Artur Bieberstein-Jurand był farmaceutą i biologiem pracował jako pracownik naukowy na uniwersytecie w Edynburgu. Syn, dr Edwin Opoczyński (Biberstein) (1918–2000), mimo ograniczeń dla studentów żydowskich na Uniwersytecie Jagiellońskim, rozpoczął studia medyczne w 1938 roku. W czasie okupacji niemieckiej więzień m.in. Auschwitz-Birkenau. Po wojnie ukończył studia i przez prawie całe życie był związany z krakowską służbą zdrowia.

## Ordery i odznaczenia
- Złoty Krzyż Zasługi (9 lipca 1954)[4]
- Medal 10-lecia Polski Ludowej (13 stycznia 1955)[5]